# L'hort i l'ermita
L'hort i l'ermita (en anglès, the Orchard and the Shrine) és una pintura a l'oli realitzada per l'artista català Joaquim Mir Trinxet (Barcelona, 7 de gener de 1873 – Barcelona 27 d'abril de 1940) a l'any 1898.
Actualment es troba exposat al Museu Reina Sofia de Madrid.

## Origen
Joaquín Mir va ser el màxim exponent de la segona generació de pintors modernistes catalans. Va renovar el gènere paisatgístic a la fi del segle xix amb un estil és personal de gran colorit i expressivitat. La major part de la seva formació va ser autodidacta, mostrant gran afició per pintar i dibuixar els paisatges i les gents dels afores de Barcelona.
Els seus temes en aquests moments són els suburbis o els que reflecteixen la dura vida en el camp, com són L'hort del rector o L'hort i l'ermita.
L'opinió és unànime a l'hora de qualificar-lo de gran colorista, especialment notable en l'obtenció i aplicació d'una extensa gamma de color gris. Cal dir també que la seva influència fou molt forta sobre diverses generacions de pintors de paisatge, fins al punt que no es pot parlar de paisatgisme català sense situar Mir en el seu millor moment.

## Descripció
El paisatge va ser un dels laboratoris en els quals es van manifestar diferents temptatives artístiques entorn de 1900. La profunda renovació d'aquest gènere en la pintura espanyola finisecular va suposar un dels llits d'entrada de la modernitat. En aquest context, artistes com Joaquim Mir es mesuraven amb la formació acadèmica i amb les innovacions que arribaven d'Europa mitjançant obres paisatgístiques. L'hort i l'ermita és així una obra fonamental dels anys de formació de Mir, amb la qual va ser premiat en l'Exposició Nacional de Belles arts de Madrid en 1899.
Mir representa l'entorn de l'ermita de San Mesurar, una zona dels suburbis pròxima a Barcelona. Allunyant-se dels esquemes acadèmics imperants, estructura la composició en tres franges horitzontals: en primer terme presenta l'hort, en segon pla un tall triangular de tons malves que condueix cap als xiprers, i al fons l'ermita. La presència d'una construcció medieval en un entorn rural remet a la pervivència de models romàntics com el pintoresquisme i l'estètica de la ruïna. Mentre que, formalment, l'obra experimenta amb l'expressivitat del color autònom i l'efecte lumínic, un element que derivarà, en la fase de plena maduresa de Mir, en una personal versió de l'impressionisme.